# 日本軍性奴隷制問題解決のための正義記憶財団
日本軍性奴隷制問題解決のための正義記憶財団（にほんぐんせいどれいせいもんだいかいけつのためのせいぎきおくざいだん、朝鮮語: 일본군성노예제문제해결을위한정의기억재단）は、慰安婦問題解決を目指し2016年から2018年まで活動した大韓民国の団体である。
2015年12月28日の慰安婦問題日韓合意とこれに基づく和解・癒やし財団は受け入れられないとして、元慰安婦金福童が市民財団構想を提案。2016年1月14日、「韓日日本軍『慰安婦』合意無効と正しい解決のための全国行動」発足式で設立計画が公表された。
2016年6月9日、韓国挺身隊問題対策協議会（挺対協）が中心となり当財団が設立された。初代役員は以下のとおり。
- 理事長 - 池銀姫 元女性部（現女性家族部）長官
- 理事 - 尹美香 挺対協常任代表　ほか
- 顧問 - 金福童、吉元玉、アン・チョムスン、李玉善、姜日出、金君子　いずれも元慰安婦

2018年7月16日、挺対協と組織統合し日本軍性奴隷制問題解決のための正義記憶連帯の新名称で活動することが発表されたが、挺対協は統合後も別法人として存続していた。主務官庁が異なる両組織（挺対協は外交部、正義連は国家人権委員会）は別個に政府や自治体から補助金を受給しており、二重取りとの指摘がなされた。挺対協は2020年8月に解散した。
2020年には、活動に協力してきた元慰安婦の李容洙が、挺対協系団体は寄付金や補助金の0.2-3％しか元慰安婦らに渡さずに搾取に逆らわないように誓約書にサインさせたり、組織活動に賛同しない慰安婦は差別待遇にしたり、慰安婦支援は金集めの看板で実情は集めた金の大半や別の目的に利用していたことを告発した。親北・韓国左派支援などの容疑とあわせ、ソウル西部地方検察庁に家宅捜索されている。
2021年2月、女性家族部は、正義連に委託していた慰安婦支援事業を傘下の女性人権振興院へ移管することを発表した。また正義連も、今後は国や自治体からの補助金や支援金を受けずに運営するとしている。